# Katalog domowy
Katalog domowy – podstawa hierarchii katalogów, w których użytkownik umieszcza wszystkie swoje dane. Pliki mogą być składowane w katalogu domowym lub w którymś z jego podkatalogów.
W systemach uniksowych katalogiem domowym jest standardowo /home/nazwa_użytkownika/, zaś administratora (root) /root/. W systemach tych katalog domowy aktualnie zalogowanego użytkownika oznaczany jest znakiem ~ (tylda).
W rodzinie Windows nie ma ściśle określonego katalogu domowego.
Do pewnego stopnia w systemach Windows 95/98/Me funkcję taką spełnia katalog o nazwie C:\Moje Dokumenty\ (lub odpowiednio innej, zależnie od wersji językowej) oraz podkatalog systemowy C:\Windows\Dane aplikacji\, dopiero w rodzinie Windows NT/2000/XP pojawiła się hierarchia podkatalogów katalogu C:\Documents and Settings\ zawierających dane poszczególnych użytkowników. W Windows Vista ścieżkę skrócono do C:\Users\.